# Mark Driscoll
Mark A. Driscoll (11 oktober 1970, Grand Forks, North Dakota) is een Amerikaanse voorganger en schrijver. Hij stichtte in 1996 de megakerk Mars Hill Church in Seattle (Washington), waar tot september 2014 regelmatig preekte.

## Profiel en kritiek
Driscoll wordt gezien als een neocalvinist, een christelijke stroming die de ideeën van Calvijn moderniseert. Dit blijkt onder andere uit zijn visie op predestinatie. Driscoll is uitgesproken kritisch op de Emerging church-beweging. Hij kreeg kritiek op zijn directe stijl van preken en zijn traditionele visie op mannen- en vrouwenrollen. Nadat hij van plagiaat werd beschuldigd met zijn boek Het echte huwelijk, het onder pseudoniem schrijven van vrouwonvriendelijke teksten op een internetforum, en machtsmisbruik door de Raad van Oudsten buitenspel te zetten, werd hij eind augustus 2014 afgezet als voorganger. Inmiddels werkt hij aan een comeback. 

## Belangrijkste publicaties
- Vintage Jesus: Timeless Answers to Timely Questions, 2008.
- Death by Love: Letters from the Cross, 2008.
- Doctrine: What Christians Should Believe, 2010.

## Externe bronnen
- Website Mars Hill Church